# Източен фронт (медал)
Вижте пояснителната страница за други значения на Източен фронт.
Медал Източен фронт (на немски: Winterschlacht Im Osten) е основат на 26 май 1942 година, за да отбележи службата на германския Източен фронт в периода 15 ноември 1941 - 15 април 1942 година. Неговата цел е да отбележи трудностите, изпитани от германците и техните съюзници, войници или не, по време на особено суровата зима в Русия през 1941/1942 година. Поради ужасяващите условия понесени основно от германските войници на този фронт, медала получава прякора Орден Замръзнало месо (на немски: Gefrierfleischorden).

## Изисквания за получаване на медала
Изискванията за получаване на медала са следните:
- 14 дни активна бойна служба на Източния фронт в периода 15 ноември 1941 – 15 април 1942 година, 30 бойни излитания за пилотите на Луфтвафе;
- 60 дни служба на Източния фронт в периода 15 ноември 1941 – 15 април 1942 година;
- Раняване по време на бой;
- Смърт по време на бой (посмъртна награда);
- Нараняване пречинено от измръзване (или друго нараняване причинено от климата), достатъчно сериозно за получаване на Значка за раняване.

## Дизайн
Уникално за този медал е, че неговия дизайнер е служещ войник, СС Унтершарфюрер Ернст Краус. На медалът се гледа като високо постижение от всички клонове на Вермахта. Той е с диаметър 36 мм, направен е основно от цинк и е с покритие с цвят на огнестрелно оръжие. От едната страна е изобразен орел кацнал на свастика, а от другата страна е надписа Winterschlacht Im Osten 1941/42, под който са разположени кръстосани меч и клонче. Шлемът и халката са изработени с полиран сребрист ефект. Лентата, която е съпровождала медала е оцветена в червено, бяло и черно (символизиращи кръв, сняг и смърт). В началото медалът и лентата са предоставяни в книжен пакет, но впоследствие той е премахнат. Над 3 милиона са изработени от повече от 26 фирми, до момента, в който медала е изваден от употреба от главнокомандващия на Вермахта, на 4 септември 1944 година.
Медалът е носен само по време на официални случаи. На бойната униформа е било позволено да се носи само лентата, на нивото на втория отвор за копчета на туниката. Това място обикновено е запазено за Железен кръст и/или Кръст за заслуги 2-ра степен. Ако те присъстват приносителя може да носи медала Източен фронт върху навита лента.